# Agnese di Beaujeu
Agnese Beaujeu (1200 circa – 11 luglio 1231) principessa della casa di Beaujeu, fu contessa consorte di Champagne, dal 1222 sino alla sua morte.

## Origine
Agnese, secondo la Histoire du Beaujolais era la figlia femmina primogenita di Guiscardo IV signore di Beaujeu e di Sibilla di Hainaut, confermato anche dal testamento di Guiscardo, riportato nella Bibliothèque de l'Ecole des Chartes, Série 4, Tome III (1857), in cui precisa che la moglie Sibilla era la sorella minore di Isabella, moglie del re di Francia Filippo Augusto e quindi Agnese era cugina prima di Luigi VIII di Francia, come riporta anche la Chronica Albrici Monachi Trium Fontium e compagna di giochi di Luigi IX il Santo, alla corte di Parigi.

## Biografia
Nel 1216 suo padre morì all'assedio di Douvres, al seguito di Luigi VIII di Francia.
Il 22 settembre 1222 Agnese sposò il conte di Champagne Tebaldo IV, che, secondo Les chansons de Thibaut de Champagne, roi de Navarre. Édition critique publiée par A. Wallensköld era l'unico figlio maschio del conte di Champagne, Tebaldo III e di Bianca di Navarra.
Secondo la Histoire des femmes médecins depuis l'antiquité jusqu'à nos jours, il 29 novembre 1226, in occasione dell'incoronazione del re di Francia Luigi IX nella cattedrale di Reims, suo marito Teobaldo, benché pari di Francia, fu escluso dalla cerimonia per aver in qualche modo causato la morte del re Luigi VIII. Agnese volle rappresentarlo lei stessa e presentare al nuovo re la spada reale.
Agnese morì l'11 luglio 1231 e fu sepolta nell'abbazia di Chiaravalle (obiit Agnes comitissa Campanie 5 idus julii sepolta est in Clarevalle in capella comitis Flandrie matris sue avunculi).

## Figli
Agnese diede al marito Tebaldo una sola figlia:
- Bianca (1225 – 1283)[6], che sposò nel 1236 Giovanni I il Rosso duca di Bretagna.

### Fonti primarie
- (LA)  Monumenta Germanica Historica, tomus XXIII.
- (LA)  Monumenta Germanica Historica, tomus XXV.
- (FR)  #ES Histoire du Beaujolais.
- (FR)  #ES Bibliothèque de l'Ecole des Chartes, Série 4, Tome III (1857).
- (FR)  #ES Les chansons de Thibaut de Champagne, roi de Navarre.
- (FR)  #ES BHistoire des femmes médecins depuis l'antiquité jusqu'à nos jours.